# Bataille de Bagradas (49 av. J.-C.)
Pour l’article homonyme, voir Bataille de Bagradas.
Guerre civile de César
Batailles
- Marseille (navale)
- Ilerda
- Bagradas
- Marseille (siège)
- Dyrrachium
- Pharsale
- Alexandrie
- Ruspina
- Thapsus
- Munda

La bataille de Bagradas (49 av. J.-C.) s'est déroulée près de la rivière Bagradas (aujourd'hui Medjerda) dans l'actuelle Tunisie le 24 août et a été disputée entre les forces soutenant César, dirigées par le général Curion, et les partisans de Pompée menés par le gouverneur Publius Attius Varus et le roi Juba Ier de Numidie.     

## Contexte
Engagé dans une guerre civile contre le général romain Pompée et une faction hostile de sénateurs républicains, en 49 av. J.-C., Jules César envoie une force en Afrique du Nord sous le commandement de Gaius Scribonius Curio, dit Curion, pour y faire face aux forces pompéiennes. Trop confiant et tenant le gouverneur usurpateur d'Afrique, Publius Attius Varus, en piètre estime, Curion ne mobilise pas l'ensemble de ses forces, en laissant deux légions en Sicile. Après avoir vaincu les alliés numides de Varus dans un certain nombre d'escarmouches, il bat Varus à la bataille d'Utique (en), forçant celui-ci à se réfugier dans la ville de même nom. Dans la confusion de la bataille Curion aurait pu prendre la ville d'assaut avant que les forces ennemies ne se regroupent, mais il n'a alors pas les moyens pour entreprendre un assaut de la ville. Le lendemain, cependant, il commence à mener le siège d'Utique. Les citoyens de la ville demandent à Varus de capituler pour épargner à la population civile les souffrances d'un siège. Varus, apprend au même moment que le roi Juba est en route avec une importante armée, et rassure les citoyens en leur promettant une victoire sur les forces césaristes avec l'aide de ses alliés. Curion, apprenant également que l'armée de Juba est à moins de 37 kilomètres d'Utique, abandonne le siège et se dirige vers sa base de Castra Cornelia.

## Opérations préliminaires
Se retranchant rapidement dans Castra Cornelia, il envoie un message urgent à la Sicile, demandant à ses officiers d'envoyer immédiatement les deux légions et la cavalerie qu'il y avait laissées. Son plan initial consiste à défendre sa position jusqu'à l'arrivée des renforts ; en effet, il dispose d'un accès à la mer, permettant un réapprovisionnement et des communications faciles avec la Sicile, et localement il y a suffisamment d'eau, de nourriture et de bois pour répondre à ses besoins. 
Il change rapidement d'avis lorsque des déserteurs fuyant Utique arrivent avec des informations sur l'approche des forces numides. Ils prétendent que le roi Juba n'est pas à proximité, mais en fait à environ 200 kilomètres, en train de réprimer un soulèvement à Leptis Parva. Ils informent Curio que "l'armée qui approche n'était en fait qu'un petit corps de troupes dirigé par le commandant militaire de Juba, Saburra. Soulagé par cette nouvelle, Curion envoie sa cavalerie après le coucher du soleil avec l'ordre de localiser le camp de Saburra et d'attendre ensuite Curion et le reste de l'armée. Laissant un quart de ses forces garder son propre camp sous le commandement de Marcius Rufus, Curion commence sa marche vers la rivière Bagradas environ deux heures avant l'aube. 
Saburra a son camp à environ 16 kilomètres du Bagradas, mais ses éclaireurs atteignent le fleuve. La cavalerie de Curion les attaque par surprise, alors qu'ils dorment encore, à l'aube. Les Numides n'étaient pas en mesure de résister, la majorité est tuée ou capturée et le reste du détachement de reconnaissance avancée s'enfuit. Rassurée par son succès, la cavalerie n'attend pas sur les rives de la rivière, mais retourne vers Curion, le rencontrant à environ 10 kilomètres au sud de Castra Cornelia. Curio interroge les prisonniers, qui lui disent que Saburra commandait les forces sur le Bagradas. Proposant d'attaquer Saburra alors que ses forces sont en plein désarroi, Curion ordonne une marche forcée vers le fleuve. Il ne s'inquiète pas de devoir abandonner une partie de sa cavalerie en raison de l'état d'épuisement des chevaux, et avance avec ses légions à l'effectif réduit et 200 cavaliers. 
Pendant ce temps, Juba, dont le camp était plus bas et de l'autre côté du Bagradas et à environ 10 kilomètres en arrière de Saburra, apprend la nouvelle de l'escarmouche au bord du fleuve. Il dépêche immédiatement sa garde mercenaire espagnole et gauloise, comprenant quelque 2 000 cavaliers, ainsi qu'un corps d'infanterie sélectionné pour renforcer Saburra. Juba traverse ensuite le fleuve à gué avec le reste de ses troupes et se dirige vers le nord. Saburra, convaincu que Curion attaquerait rapidement, donne l'ordre de feindre une retraite dès que les Romains apparaissent, avertissant ses hommes d'être prêts à contre-attaquer au signal donné.  

## Bataille

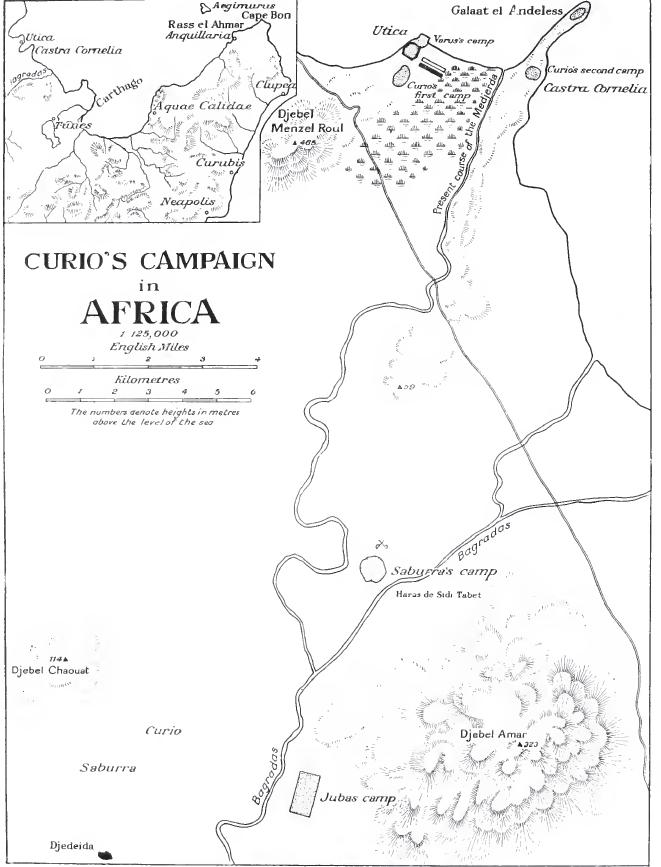
Carte de la campagne d'Afrique de Curion

S'éloignant de la rivière, Curion aperçoit finalement l'armée de Saburra. Lorsque Curion voit la retraite de l'arrière-garde numide, il pense que sa tactique fonctionne comme prévu. Descendant des hauteurs qui bordent une plaine sablonneuse et sans eau, lui et ses hommes se déplacent pour engager les Numides. Sous un soleil brûlant, ses soldats sont bientôt à la fois fatigués et assoiffés[. Saburra donne le signal, et ses forces font face et engagent les Romains. S'appuyant uniquement sur sa cavalerie, il garde son infanterie en réserve et à bonne distance des combats. Le terrain plat et ouvert est parfait pour les cavaliers numides, qui harcèlent continuellement les légionnaires romains. Néanmoins, les Romains se battent bien, et forcent d'abord Saburra à céder du terrain. 
Cependant, les troupes de Curion commencent à fatiguer, et sont trop épuisées pour poursuivre les Numides qui reculent régulièrement ; la cavalerie de Curion est trop peu nombreuse et trop fatiguée pour profiter du recul de l'ennemi. Bientôt, la cavalerie numide revient et a commence à envelopper la ligne romaine, attaquant l'arrière des légionnaires. Chaque fois qu'une cohorte tente d'engager l'ennemi, les Numides se désengagent et s'éloignent, avant de faire le tour et de se rapprocher par l'arrière des légionnaires, les empêchant de rejoindre le front et les immobilisant. Pire encore pour les Romains, Juba renforce continuellement Saburra avec de nouvelles réserves, tandis que les Romains continuent de s'affaiblir au fil de la bataille. Curion tente de raviver le moral chancelant de ses troupes. Il se rend compte que ses forces commencent à faiblir, et ordonne alors à son armée de se retirer vers le nord sur des collines basses qui bordent la plaine. Saburra voit sa manœuvre et sa cavalerie coupe la retraite de Curion. Les Romains commencent à se disperser tandis que d'autres sont simplement allongés sur le sol, épuisés, attendant la mort. 
L'un des légats de Curion, Gnaeus Domitius, rejoint Curion avec une poignée d'hommes et l'exhorte à fuir et à regagner le camp. Curion demande comment il pourrait jamais regarder César en face après avoir perdu son armée, et faisant face aux Numides arrivant vers lui, combat jusqu'à ce qu'il soit tué. Seuls quelques soldats réussissent à échapper au bain de sang qui suit, tandis que les trois cents cavaliers qui n'avaient pas suivi Curion dans la bataille retournent au camp de Castra Cornelia, apportant la mauvaise nouvelle.

## Conséquences
Marcius Rufus, laissé à la tête du détachement de Castra Cornelia, tente de maintenir la discipline après que la nouvelle du désastre soit parvenue au camp. Il ordonne aux capitaines des navires de se tenir prêts à embarquer les troupes. Mais alors que l'armée de Juba approche rapidement et que les légions de Varus se positionnent pour attaquer, la discipline s'effondre rapidement. La majorité des galères et des navires de transports fuient sans attendre les soldats bloqués, tandis que les quelques bateaux tentant de ramener les troupes sont rapidement submergés par des soldats terrifiés, et beaucoup coulent au cours de l'opération. Les soldats se battent pour obtenir une place sur les navires, et bon nombre des bateaux, voyant ce qui arrive à ceux ayant accosté, restent au large. Les marins sur les bateaux acceptent finalement de prendre à bord quelques soldats mariés ayant des familles, tandis que d'autres nagent vers les navires et ont été hissés à bord. Parmi les rares personnes qui se sont échappées se trouvent les futurs consuls Caius Caninius Rebilus et Caius Asinius Pollio. 
Les soldats restants envoient leurs centurions comme délégués à Varus, cherchant à s'assurer qu'ils ne seraient pas maltraités ; Varus leur donne sa parole. Cependant, lorsque Juba arrive, il décide de faire un exemple et, à part une poignée de sénateurs, exécute les soldats restants. Juba, retournant à Utique et escorté par un groupe de sénateurs armés fidèles à Pompée, rencontre Varus et prend le contrôle de la ville. Juba envoie un message à Pompée et aux sénateurs républicains de Macédoine, qui répondent en lui accordant le titre de roi de Numidie. César et ce qui reste du Sénat romain le proclament ennemi public. Juba retourne ensuite en Numidie avec les sénateurs capturés qui y seront exécutés. 